# BCR
BCR (انگلیسی: BCR) که مخفف عبارت «breakpoint cluster region protein» است پروتئینی است که در انسان توسط ژن «BCR» کُد می‌شود. این ژن یکی از دو ژن موجود در کمپلکس BCR-ABL است که با کروموزوم فیلادلفیا در ارتباط است. دو واریان همانندسازی که منجر به تولید ایزوفرم‌های گوناگون از این پروتئین می‌شوند، تا کنون کشف شده‌است.
عملکرد طبیعی این ژن هنوز مشخص نیست. پروتئین BCR، نوعی فعالیتِ «پروتئین کیناز اختصاصی سرین/ترئونین» از خود نشان می‌دهد. این پروتئین همچنین یک فاکتور تبادل نوکلئوتید گوانین برای خانوادهٔ آنزیمی Rho از جملهٔ RHOA است.